# Санкт-Петербургский медицинский техникум № 2
Санкт-Петербургский медицинский техникум № 2 — российское средне-специальное профессиональное образовательное учебное заведение, расположенное в Санкт-Петербурге. Входит в число старейших учебных заведений по подготовке среднего медицинского персонала в России В настоящее время ведет набор и обучает по 2 направлениям — «Сестринское дело» (квалификация медицинская сестра/медицинский брат) и «Медицинский массаж (для обучения лиц с ограниченными возможностями здоровья по зрению)» (квалификация медицинская сестра по массажу/медицинский брат по массажу).

## История
Сразу после основания Общества попечения о раненых и больных в 1867 году (с 1879 года — Российское общество Красного Креста — РОКК) был поставлен вопрос о подготовке сестер милосердия, с этой идеей выступила Елизавета Николаевна Гейден. 26 ноября 1870 года (по старому стилю) была основана Община сестер милосердия св. Георгия, служить в которой начали 5 сестер Крестовоздвиженской общины (под началом сестры-настоятельницы Елизаветы Петровны Карцевой, бывшей помощницей Н. И. Пирогова ещё во времена Крымской войны). Изначально община расположилась на Гребецкой улице (Петроградская сторона).
В октябре 1874 года при общине была открыта школа фельдшериц с трехлетним курсом обучения. В Красном Селе позднее образовался больничный городок, оборудованный по последнему слову тогдашней медицины. Со временем, больница Общины разрослась от 10 до более чем 200 коек. Там оказывали амбулаторную помощь, проводили водолечение, лечение от рака (в Дудергофе), также велась приютская работа.
Выпускники общины служили в военных и гражданских лечебных заведениях Петербурга. Например, известный русский хирург Н. С. Коротков был назначен главным врачом санитарного отряда и отправился на Русско-японскую войну. На безвоздмезной осноке работали в Общине консультанты — врачи по различным специальностям, многие из которых имели не только всероссийскую, но и мировую известность: С. П. Боткин, Н. А. Белоголовый, Н. И. Быстров, А. Г. Полотебнов, В. А. Манассеин и другие.
Георгиевская община продолжала свою работу даже в 1918 году. В январе 1919 года в неё перевели всех сестер-учениц петроградских общин для дальнейшей подготовки к получению звания сестры милосердия. Сначала при общине действовала так называемая Ликвидационная школа, где проходили испытания на звание сестер милосердия, а после была открыта Нормальная школа сестер милосердия при больнице К. Маркса. В 1926 году Курсы сестер превратились в Медтехникум им. К. Маркса (с 1933 года — 2-й Медтехникум им. К. Маркса), где готовили не только медсестер различного профиля, но и фельдшеров с акушерками. К 1935 году техникум получил статус фельдшерско-акушерского, а вскоре после этого медтехникумы были реорганизованы в школы. 2-я фельдшерско-акушерская школа проработала без перерывов всю блокаду, в сложнейших условиях готовя по ускоренной программе фельдшеров и медсестер. В 1949 году школа стала называться 2-й фельдшерской, а в 1954 году превратилась во 2-е медицинское училище, а затем и в 2-й медицинский техникум, который успешно работает и поныне. Текущее здание техникума построено в 1936-37 годах по типовому проекту в стиле сталинского неоклассицизма.

## Известные выпускники
- Триколич, Фёдор Викторович[9](выпуск 2006) — российский легкоатлет, двукратный чемпион Летних Паралимпийских игр 2012 года. Многократный чемпион мира и России. Заслуженный мастер спорта России.
- Лашманов, Алексей Леонидович[9](выпуск 2005) — российский легкоатлет и тренер по лёгкой атлетике (спорт слепых). Серебряный призёр Летних Паралимпийских игр 1992 года. Мастер спорта России международного класса. Заслуженный тренер России.
- Анисимов, Владимир Николаевич[9](выпуск 1962) — российский учёный-геронтолог. Доктор медицинских наук, профессор, член-корреспондент РАН, заслуженный деятель науки Российской Федерации.